# قتاد مستوحد
القَتَاد المستوحد (باللاتينية: Astragalus eremophilus) نوع نباتي عشبي من جنس القتاد.

## البيئة والانتشار
موطنه بلاد الشام ومصر والمغرب العربي.

## مرادفات للاسم العلمي
- (باللاتينية: Astragalus chudaei Batt. & Trab.)
- (باللاتينية: Astragalus falcinellus Boiss.)
- (باللاتينية: Astragalus geniorum Maire)